# Monitore Napoletano

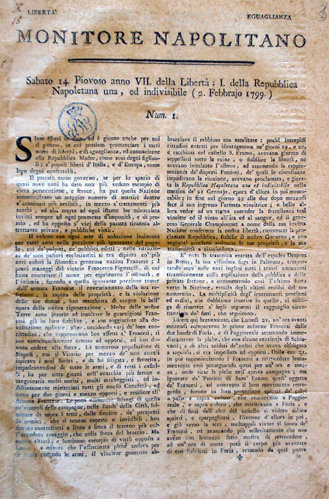
Il primo numero del Monitore Napolitano, uscito il 2 febbraio 1799.

Il Monitore Napoletano (inizialmente Monitore Napolitano) fu una pubblicazione periodica della Repubblica Napoletana.

## Origini
Pare fosse stato fondato da Carlo Lauberg, l’ex frate insegnante di chimica che, a partire dal 1793, dopo lo scontro tra girondini e montagnardi in Francia, aveva assunto la rappresentanza generazionale del clubismo napoletano, ancorandolo «agli indirizzi volta a volta maggioritari a Parigi», mai rinunciando, nel contempo, all’obiettivo di «una sollevazione violenta contro Ferdinando»; lo diresse, dall'inizio fino all'ultimo numero, Eleonora de Fonseca Pimentel, il cui nome comparve tuttavia solo dal numero 26 (9 maggio) con la sigla "E.F.P.".
In base allo stile, è evidente che la Fonseca Pimentel redasse il Monitore Napolitano in gran parte da sola: “essa vive del giornale, e per il giornale. Null'altro la interessa e la distrae”. Ad aiutarla c'era l'amico Giuseppe Logoteta, “un attivo collaboratore di redazione come redattore di bozze prima, e revisore generale, poi, spingendosi anche a giudizi politici autonomi, mentre un gruppo di animosi, ma anonimi, giovani fungevano da cronisti volontari o appositamente incaricati, raccogliendo notizie e spesso componendo direttamente pezzi di cronaca, quasi allievi di una scuola di giornalismo, tollerati o ripresi per la loro imperizia dalla Pimentel che, scusandosi con i lettori, ne rimproverava, talvolta, pubblicamente la negligenza”; così, infatti, scrive Eleonora nel n. 14 del 23 marzo: “La non iscusabile negligenza di chi trascrisse, e ci trasmisse la mozione del Rappresentante Forges per l'innalzamento della colonna pe' morti per la Patria, ci fè allora riferirla monca”.
Un nuovo "Monitore Napoletano" fu fondato nel 1806 e nel 1811 si fuse col Corriere di Napoli, per ordine di re Gioacchino Murat, assumendo il titolo "Monitore delle Due Sicilie".

## Struttura
II primo numero porta la data del 2 febbraio 1799; fin dall'inizio il giornale pubblicava, in sezioni distinte, le notizie ufficiali della Repubblica, le notizie da Napoli, le notizie dalle province e le notizie dall'estero. 
Il periodico conta un totale di 35 numeri, pubblicati il martedì e il sabato, ad eccezione dei numeri 26 (giovedì 9 maggio) e 34 ( mercoledì 5 giugno); i primi 25 numeri impressi nella Stamperia di Gennaro Giaccio, i successivi, dal 26 al 35, nella Stamperia Nazionale, già Stamperia Reale, con alcuni conseguenti cambiamenti nei caratteri tipografici, ma nella sostanziale continuità della configurazione complessiva dei singoli fogli e relative pagine, sia rispetto alla testata che ai testi. Più in particolare, nella testata del periodico, che dal numero 14 (sabato 23 marzo) da «Monitore Napolitano» risulta corretto in «Monitore Napoletano», fu aggiunta, a partire dal numero 25 (sabato 4 maggio), la indicazione Secondo trimestre, e, ancora, dal numero 26 (giovedì 9 maggio) majestas populi, ad esplicita sottolineatura, rispetto al nuovo contesto, del ruolo sovrano e determinante del popolo per la vita stessa della Repubblica. Sempre uguale, invece, la modalità di numerazione delle singole pagine (in alto a destra per quelle dispari ed a sinistra per quelle pari) e la indicazione, anche attraverso le lettere dell’alfabeto (in basso a destra della prima pagina di ciascun foglio), dei singoli numeri del periodico (A, B, C, … Aa, Bb, Cc,…).
Col numero 35 dell'8 giugno successivo, il giornale cessò le pubblicazioni e cinque giorni dopo, il 13, entrarono a Napoli le bande del cardinale Fabrizio Ruffo che da giorni assediavano la città.
La repressione che seguì la fine della Repubblica indusse a distruggere quasi tutti gli esemplari di questo giornale, il cui solo possesso costituiva indizio di partecipazione a quella esperienza rivoluzionaria, perciò oggi sono sopravvissute solo pochissime raccolte complete del periodicoː una si trova a Napoli, alla Biblioteca Benedetto Croce, un'altra nella sezione Rari della Biblioteca Nazionale di Napoli.

## Analisi critica
Molte furono le edizioni parziali del periodico dopo l'Unità d'Italia. La prima fu Anarchia popolare di Napoli dal 21 dicembre 1798 al 23 gennaio 1799, manoscritto inedito dell’Abate Pietrabondio Drusco ed i Monitori repubblicani del 1799, corredati di note del medesimo autore per chiarire la verità dei fatti, a cura del cav. Michele Arcella, Napoli, tip. De Angelis, 1884, pp. IV-250; E. De Fonseca Pimentel, Il Monitore Repubblicano del 1799, a cura di B. Croce, Bari, Laterza, 1943, ristampa Napoli, Istituto Italiano per gli studi filosofici, 2000; M. Battaglini (a cura di), Il Monitore Napoletano 1799, Napoli, Guida, 1974, seconda edizione Napoli 1999. 
Tra gli elementi più significativi emergenti dalla lettura del periodico, una valenza di particolare rilievo assume l’impegno congiunto che, non solo sul terreno della cultura, ma anche su quello della pratica politica, svolsero, nel corso della Repubblica Napoletana, protagonisti di differenti provenienze formative, oltre che socio-professionali, ecclesiastici compresi. Rispetto ai quali, in particolare, il testo evidenzia come, a differenza delle altre Repubbliche giacobine italiane, costante risulti “negli atti dei Governi della Repubblica Napoletana e, conseguentemente, nella connotazione comunicativa del Monitore Napoletano l’attenzione per la dimensione religiosa e per gli ecclesiastici stessi”, in nome di antiche “massime”, fra le quali:  “la Democrazia è il più gran beneficio che Dio faccia al genere umano”;  da “Gesù Cristo fu commendata la Democrazia, perché nell’Evangelo gli uomini vengono invitati alla Libertà ed alla Eguaglianza, o sia al godimento di que’ diritti, che sono il fondamento della Costituzione Repubblicana”. 
Un dato di notevole rilievo, questo, nell’ambito della veste identitaria della cultura politica rivoluzionaria del 1799, molto incisivamente alimentata dalla Fonseca Pimentel, “con sempre più accurati e significativi riferimenti – lungo i 35 numeri del giornale – al pensiero, alle funzioni, alla pratica politico-istituzionale di donne e di uomini dell’antichità e, in tale alveo, alle più profonde radici italiche”.